# Charles Maung Bo

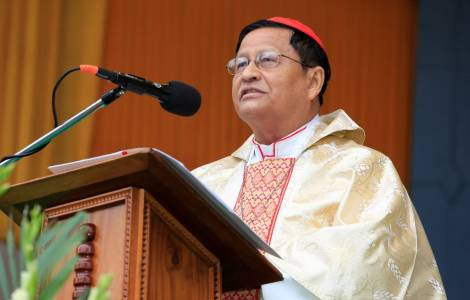
Charles Kardinal Bo (2019)

Kardinalswappen von Charles Maung Bo

Charles Maung Kardinal Bo SDB (* 29. Oktober 1948 in Monhla, Region Mandalay) ist ein myanmarischer Geistlicher und römisch-katholischer Erzbischof von Yangon.

## Leben
Charles Maung Bo wurde nach dem Tod seines Vaters von der Ordensgemeinschaft der Salesianer Don Boscos aufgezogen. Er trat später in den Orden ein und empfing am 9. April 1976 das Sakrament der Priesterweihe. Er war anschließend als Gemeindepfarrer in Loihkam und Lashio tätig.
Am 7. Juli 1990 ernannte ihn Papst Johannes Paul II. zum Bischof von Lashio, wo er bereits seit 1986 apostolischer Präfekt war. Der Erzbischof von Mandalay, Alphonse U Than Aung, spendete ihm am 16. Dezember desselben Jahres die Bischofsweihe; Mitkonsekratoren waren der Bischof von Myitkyina, Paul Zingtung Grawng, und der Bischof von Kengtung, Abraham Than. Am 13. März 1996 ernannte ihn Johannes Paul II. zum Bischof von Pathein. Johannes Paul II. ernannte ihn am 24. Mai 2003 zum Erzbischof von Yangon. Die Amtseinführung erfolgte am 7. Juni desselben Jahres.
Bo war von 2000 bis 2006 und ist seit 2020 Präsident der Bischofskonferenz von Myanmar sowie bereits seit 2019 Präsident der Föderation der Bischofskonferenzen in Asien.
Im feierlichen Konsistorium vom 14. Februar 2015 nahm ihn Papst Franziskus als Kardinalpriester mit der Titelkirche Sant’Ireneo a Centocelle in das Kardinalskollegium auf. Kardinal Bo vertrat den Papst vom 24. bis 31. Januar 2016 als Päpstlicher Legat beim 51. Eucharistischen Weltkongress im philippinischen Cebu. Nach dem Tod von Papst Franziskus nahm er am Konklave 2025 teil, das Leo XIV. wählte.
Bo gehört zu den Kritikern des chinesischen Staudamm-Projekts am Irrawaddy-Fluss.
Charles Kardinal Bo war Teilnehmer beim Religionsgipfel in Lindau am Bodensee, den die Organisation „Religions for Peace“ im August 2019 veranstaltete. Er tritt zudem für den interreligiösen Dialog im buddhistisch geprägten Myanmar ein.

## Mitgliedschaften
Charles Maung Bo ist Mitglied folgender Organisationen der Römischen Kurie:
- Kongregation für die Institute geweihten Lebens und für die Gesellschaften apostolischen Lebens (seit 2015)[4]
- Kongregation für den Gottesdienst und die Sakramentenordnung (seit 2022)[5]
- Päpstlicher Rat für den Interreligiösen Dialog (seit 2001)[6]
- Päpstlicher Rat für die Kultur (seit 2009[7], bestätigt 2015[4])
- Dikasterium für die Kommunikation (seit 2016)[8]